# Avignon (regionalna gmina hrabstwa)
Avignon – regionalna gmina hrabstwa (MRC) w regionie administracyjnym Gaspésie–Îles-de-la-Madeleine prowincji Quebec, w Kanadzie. Stolicą jest miejscowość Nouvelle. Składa się z 13 gmin: 1 miasta, 8 gmin, 1 parafii, 1 kantonu i 2 terytoriów niezorganizowanych.
Avignon ma 15 246 mieszkańców. Język francuski jest językiem ojczystym dla 78,2%, angielski dla 17,1%, mi'kmaq dla 4,3% mieszkańców (2011).